# 박동주 (배드민턴 선수)
박동주(1985년 3월 9일~)는 대한민국의 배드민턴 선수이다. 개명 전 이름은 박선영이며, 은퇴 이후 육군사관학교 강사로 활동 중이다.